# Козак Сергій Іванович
Козак Сергій Іванович (15 жовтня 1961, м. Талас Киргизтан) – український архітектор, член Національної спілки архітекторів України (1997), голова правління Хмельницької обласної організації НСАУ (2006-2014).

## Біографія
Народився 15 жовтня 1961 року в місті Талас (Киргизтан), в родині інженерів. Дитинство пройшло в різних містах України та Молдови. Середню школу закінчив в м. Хмельницькому.
Малюнку та живопису навчався в майстерні художника і педагога Кисельова Олександра Павловича.
В 1985 році закінчив Київський державний художній інститут (нині Національна академія образотворчого мистецтва і архітектури).
1985 – 1987 рр. – строкова служба в армії. 
За розподіленням працював на посаді архітектора в Хмельницькій філії проектного інституту «Діпроцивільпромбуд».
1989 – 1992 рр. – працював в Хмельницькому управлінні позавідомчої експертизи проектів на посаді головного фахівця-архітектора.
До 2004 р. – робота в творчій архітектурно-проектній майстерні Національної спілки архітекторів України «Хмельницькархпроект» на посадах головного фахівця-архітектора, директора.
З 2001 р. здійснює приватну, ліцензовану архітектурну практику.
В Національній спілці архітекторів України з 1997 року.
Голова правління Хмельницької обласної організації НСАУ з 2006 – 2014 рр.

## Творчість

### Громадські споруди
- Пішохідна вул. Проскурівська в м. Хмельницькому (співавтор А. А. Москаленко), 2001 – 2009 р.
- Реконструкція з добудовою існуючого меблевого магазину по вул. Грушевського в м. Старокостянтинові, 2010 р.
- Торгово-розважальний комплекс по вул. Шевченка в м. Хмельницькому, 2005 р.
- Торговий центр по вул. Проскурівській в м. Хмельницькому, 2016 р.
- Реконструкція Хмельницького поштамту, 2006 – 2010 рр.
- Торгово-розважальний комплекс по вул. Хотовицького в м. Хмельницькому, 2011 р.
- Торгово-розважальний комплекс по вул. Проскурівській у м. Хмельницькому (співавтор А. А. Москаленко), 2000 р.
- Навчальна база УМВС з адмінбудинком по вул. Зарічанській в м. Хмельницькому, 2009 р.

### Монументальне мистецтво
- Пам’ятний знак героям та жертвам Чорнобиля в м. Хмельницькому (співавтор А.С. Гіаурі), 2011 р.
- Пам’ятний знак жертвам Голодомору та репресій у м. Дунаївці (співавтор А. С. Гіаурі), 2009 р.
- Пам’ятна дошка архітектору Гнату Чекірді в м. Хмельницькому (співавтори А. С. Гіаурі, В. І. Карвасарний, В. В. Петровський), 2014 р.
- Пам’ятний знак загиблим при виконанні службових обов’язків співробітникам УМВС Хмельницької області (співавтор К. О. Коржев), 2002 р.

### Сакральна архітектура
- Каплиця рівноапостольних страстотерпців Бориса і Гліба в м. Хмельницькому, 2001 р.
- Каплиця Святого Володимира в м. Хмельницькому, 2005 р.
- Старообрядчеська церква Георгія Переможця в м. Хмельницькому, 2012 р.
- Церква верховних апостолів Петра і Павла в с. Вовковинці Дережнянського району Хмельницької області, 2010 р.
- Духовний центр по вул. Геологів у м. Хмельницькому, 2003 р.
- Спасо-Преображенський храм, в м. Хмельницькому, 2015р.
- Проект духовно-культурного центру по вул. Свободи в м. Хмельницькому (співавтори А. С. Лаба, А. А. Москаленко), 1995 р.

### Реставрація
- Проект реставрація Аріанської вежі в с. Тихомель Білогірського району Хмельницької області, 2014 р.
- Реконструкція входу до Хмельницької міської ради, 2004 р.
- Ескізна пропозиція ревалоризації Хмельницької міської ради (співавтори  В. І. Карвасарний, А. А. Москаленко), 1998 р.
- Реконструкція Хмельницького міського будинку культури по вул. Проскурівській у м. Хмельницькому, 2002 – 2015 рр.
- Ескізна пропозиція ревалоризації будівлі музею літератури по вул. Грушевського у м. Хмельницькому, 2013
- Реконструкція приміщень другого поверху під заклад домашнього харчування з надбудовою мансардного поверху по вул. Проскурівській в м. Хмельницькому, 2016 р.
- Відтворення фасаду Андріївської церкви в м. Хмельницькому, 2012 р.

### Житлові будинки
Численні проекти багатоповерхівок та індивідуальних житлових будинків.

## Відзнаки
2004 р. – лауреат Хмельницької міської премії ім. Богдана Хмельницького.
2008 р. – лауреат регіональної громадської премії «Скарби землі Болохівської».

## Галерея

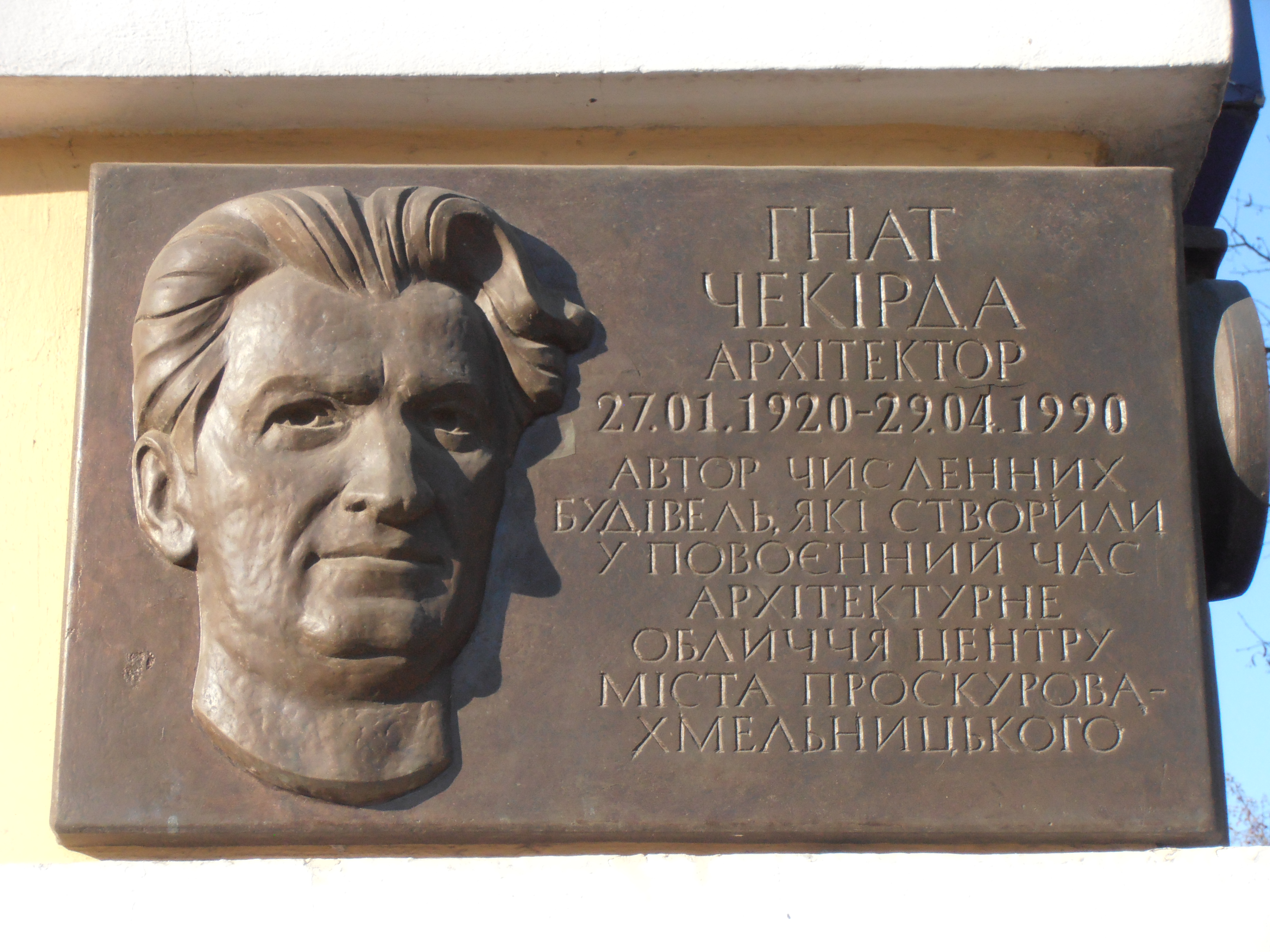
Пам’ятна дошка архітектору Гнату Чекірді в м. Хмельницькому
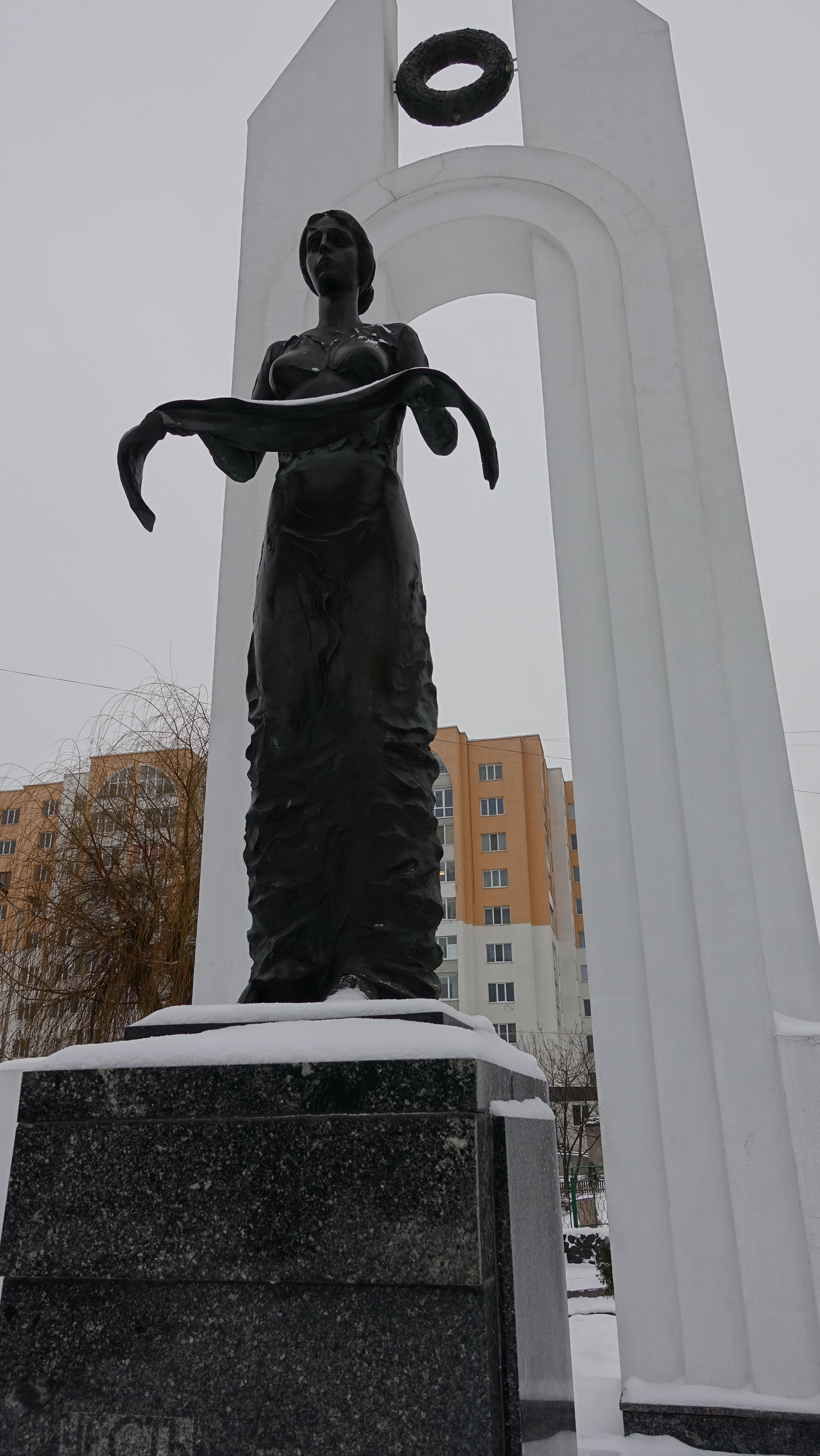
Пам’ятний знак загиблим при виконанні службових обов’язків співробітникам УМВС Хмельницької області
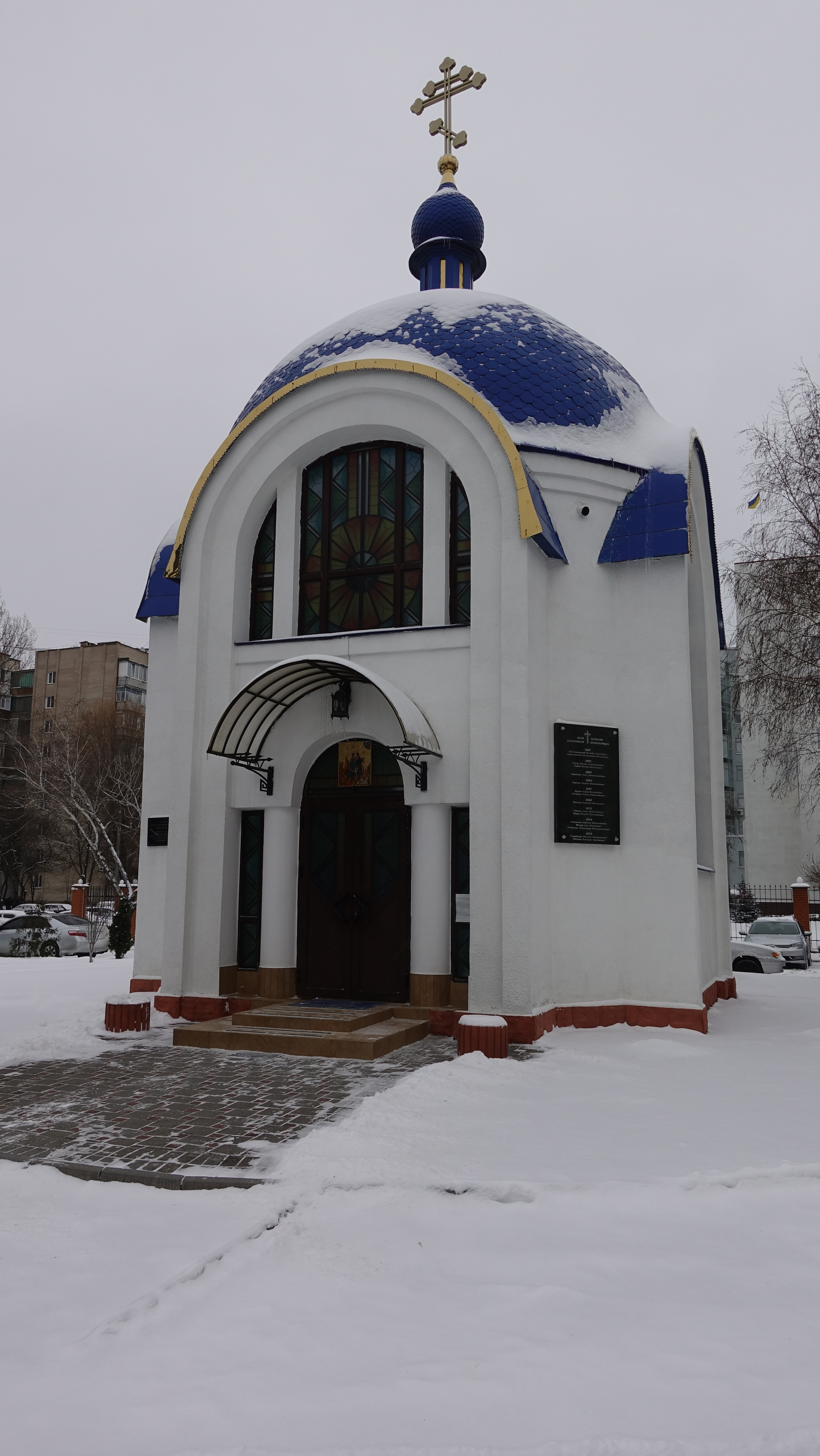
Каплиця рівноапостольних страстотерпців Бориса і Гліба в м. Хмельницькому
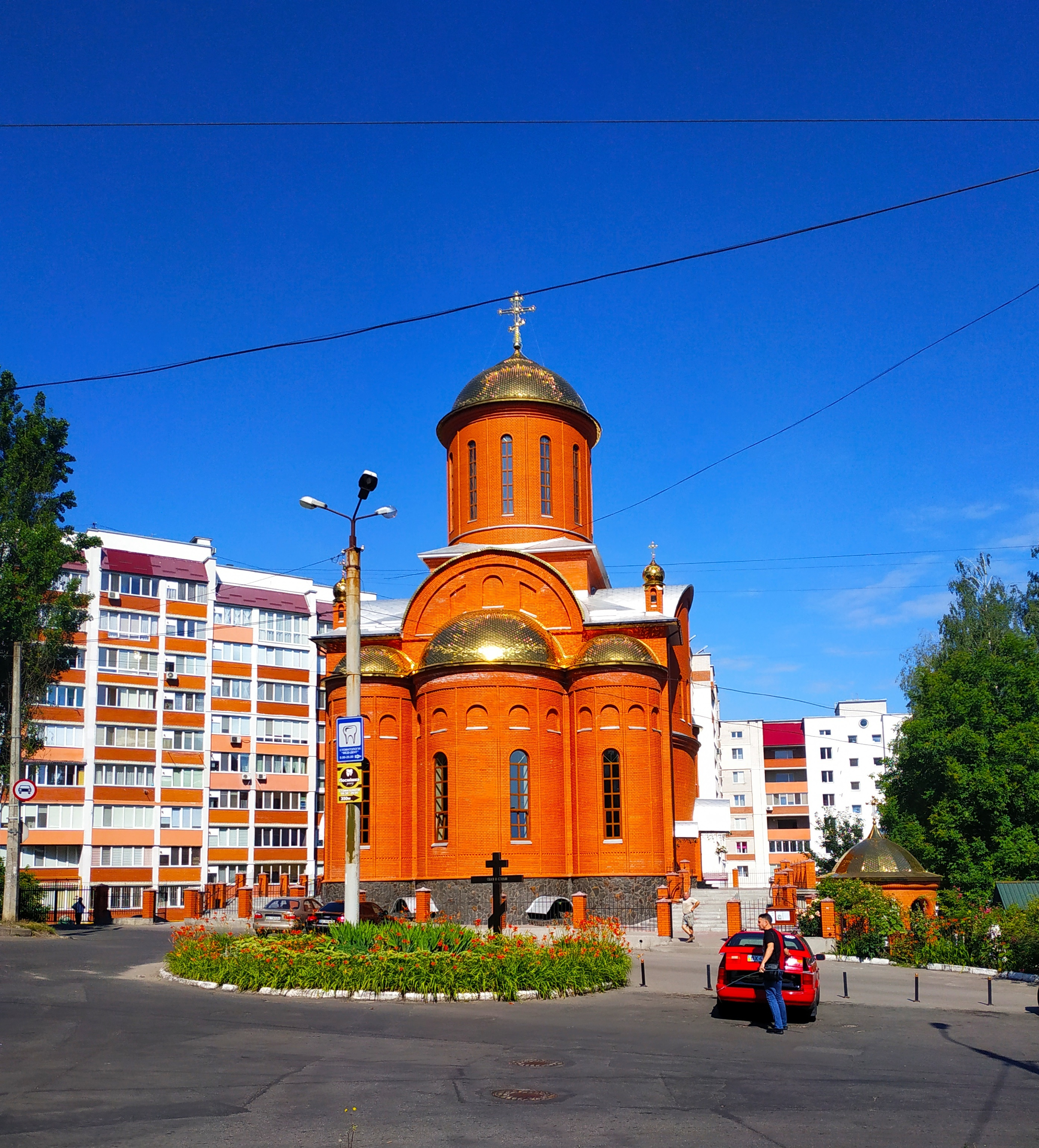
Спасо-Преображенський храм, в м. Хмельницькому
Пам’ятний знак жертвам Голодомору та репресій у м. Дунаївці